# Pedro Yrigoyen Diez Canseco
Pedro Yrigoyen Diez-Canseco, (Lima, 28 de noviembre de 1886 - id. 17 de septiembre de 1957) fue un abogado, diplomático, jurista e intelectual peruano.

## Estudios, docencia, y primeros años de actividad

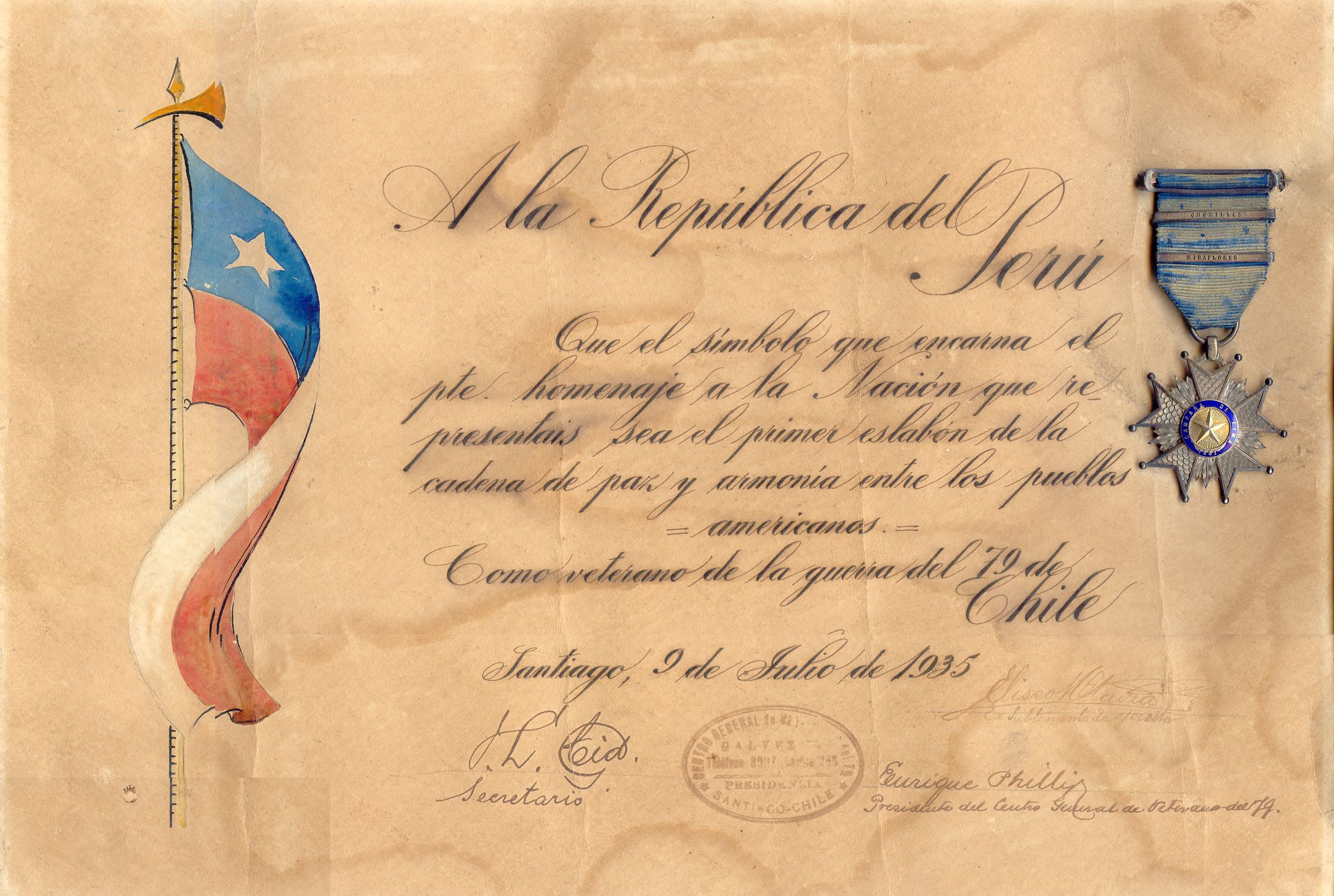
Entregado al Dr. Yrigoyen durante su misión como Embajador del Perú

Sus padres fueron el político Manuel Yrigoyen Arias y Mercedes Diez-Canseco Olazábal, quienes eran hijos de Pedro de Yrigoyen y de Manuel Diez-Canseco Corbacho.
Cursó estudios secundarios en el Colegio de los Sagrados Corazones Recoleta y en el Colegio Nacional Nuestra Señora de Guadalupe. En 1904 ingresó a la Facultad de Letras de la Universidad Nacional Mayor de San Marcos, donde optó de bachiller y doctor en 1909, presentando tesis “Civilización Incaica” y “Concepto de la Sociología”, respectivamente. En la Facultad de Jurisprudencia optó de bachiller en 1910 y de doctor en 1911, con las tesis “Teoría de la Culpa en el Derecho Civil” y “Eficacia Jurídica de los Contratos”.
Luego de recibido como abogado se incorporó a la docencia. Fue catedrático adjunto de literatura en el año 1910, luego fue promovido a la categoría de principal en 1911 cuando Antonio Flores renunció a dicha Cátedra.
En 1910, cuando el Perú estuvo al borde de una guerra con Ecuador, se enroló en las filas del ejército y estuvo en la frontera, sobre la línea limítrofe, en calidad de alférez de Reserva de la primera avanzada.
En 1912 viajó a Europa con fines de perfeccionamiento, y aunque en 1919 fue nuevamente nombrado, a su regreso optó por renunciar a consecuencia del golpe de Estado que llevó a la Presidencia de la República a Augusto Leguía. Desde entonces colaboró en la revista Mercurio Peruano y otras publicaciones periodísticas. En 1923, fue nombrado por tercera vez catedrático interino de Literatura Antigua en la Facultad de Letras, y en desacuerdo con la orientación política del país en 1925 regresó a Europa, donde se dedicó principalmente a realizar estudios de Derecho Internacional. A su regreso al Perú en junio de 1931 fueron requeridos sus servicios en la diplomacia.
Atento siempre al servicio del país, al iniciarse la aguda crisis económica y fiscal de 1931, mandó desde Europa un artículo que publicaron los diarios en el que recomendaba las medidas de prudencia económica.
Entre 1931 y 1932 actuó como ministro plenipotenciario ad-honorem en Bélgica y entre 1932 y 1937 se desempeñó como embajador en Chile, país en el que adquirió la embajada peruana en el barrio República. Luego entre 1941 y 1943 fue embajador en España, en 1943 embajador en Cuba y entre 1944 y 1946 embajador en Italia.
El 26 de octubre de 1948 publica en El Comercio su artículo: "El Asilo Diplomático y la Solidaridad Democrática", entre otros aportes. Colaboró con la Revista de vinculación Italo - Boliviana "Cultura Italiana", en enero de 1951 con una conferencia sobre "Evolución y Perspectivas del Derecho Internacional Público"
A su regreso al Perú fue elegido presidente de la Asociación Nacional de Escritores y Artistas, cargo que desempeñó desde 1952 hasta su muerte. Estando al frente de esta Institución se constituyó en defensor de todos los escritores perseguidos, concurriendo al Ministerio de Gobierno, no obstante la grave dolencia que lo aquejaba, para pedir con estoica serenidad, la libertad de todos los escritores presos. Durante su gestión se realizó el Primer Congreso Nacional de Escritores y Artistas, certamen en el que se abrieron las puertas a la democracia. En esa primera oportunidad la ANEA acogió en su seno a hombres de las más distintas tendencias, todos los cuales supieron respetar el techo común.
Adicionalmente a las tesis anteriormente citadas publicó las sgtes. obras: “La Adhesión de la República Argentina al Tratado de Alianza Defensiva Perú-Boliviano de 1973” (1919), “La Alianza del Perú-Bolivia-Argentina y la Declaración de Guerra con Chile” (1921), “El Conflicto y el Problema Indígena” (1922).
Merece especial mención su obra intitulada “La Alianza del Perú-Bolivia-Argentina y la Declaración de Guerra con Chile” en la que presenta la más acabada reconstrucción histórica, copiosamente documentada de aquellos trascendentales episodios de nuestra vida internacional. Esta obra aporto enorme contingente, aunque por desgracia no suficientemente bien aprovechado pese a presentar un legado de defensa de nuestros derechos ante el arbitraje de Washington. En la obra sobre la Guerra del Pacífico publicada por Jacinto López en Estados Unidos se toma el libro de Pedro Yrigoyen Diez Canseco como base y fundamento de sus acápites.
Cuando se pronunció el laudo de Coolidge ordenando la realización del plebiscito en las provincias cautivas de Tacna y Arica, bajo las condiciones más ominosas e impracticables, Pedro Yrigoyen Diez Canseco tuvo la valentía, el día mismo en que fueron conocidos los términos del laudo de lanzar en volantes una crítica acerba de sus fundamentos y conclusiones. La dictadura de ese entonces pretendía engañar a la opinión, haciéndole creer que el Perú había triunfado en el arbitraje y que el plebiscito habría de asegurar la reincorporación de las provincias en rehenes.

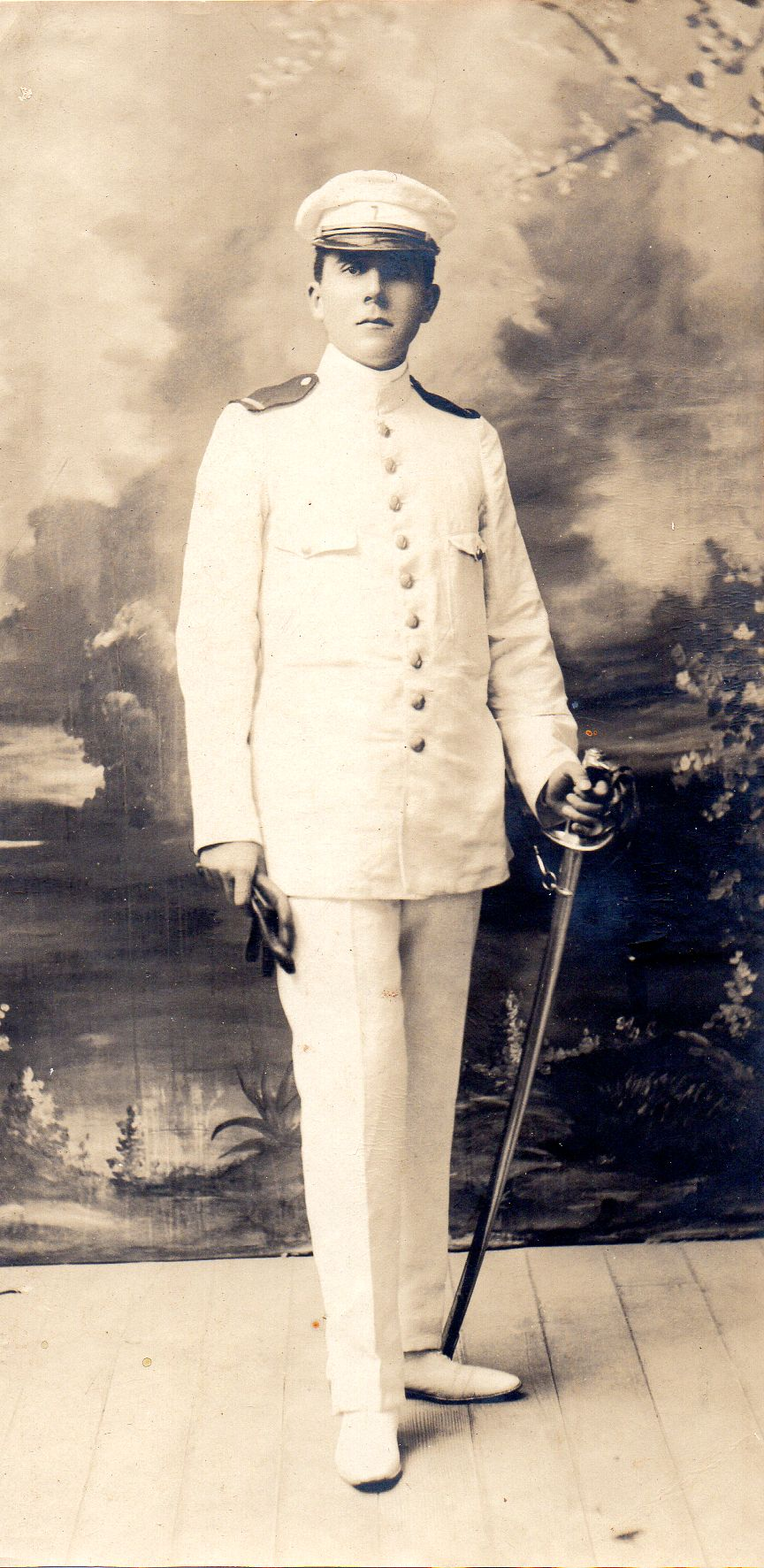
En el año 1910 cuando el Perú estuvo al borde de una guerra con el Ecuador, en el marco del conflicto limítrofe entre ambos países, a raíz del inminente fallo arbitral del Rey de España el Dr. Yrigoyen, cuando recién contaba con 24 años de edad, fue también de los que se enrolo en las filas del ejercito y estuvo en la frontera, sobre la línea limítrofe, en calidad de Alférez de Reserva de la primera avanzada

## Obra escrita
- "La adhesión de la República Argentina al Tratado de Alianza Defensiva Perú-Boliviano de 1873" - Impreso en Sanmarti y Cía. en 1919, disponible en la Biblioteca Nacional del Perú.

- "La Alianza Perú-boliviano-Argentina y la Declaración de Guerra de Chile" - Impreso en Sanmarti y Cía. en 1921, disponible en la Biblioteca Nacional del Perú.

- "Concepto de la Sociología" - Impreso en La Industria en 1910, disponible en la Biblioteca Nacional del Perú.

- "Teoría de la Culpa en el Derecho Civil" - Impreso en La Industria en 1910, disponible en la Biblioteca Nacional del Perú.

- "El Conflicto y el Problema Indígena" - Impreso en Sanmarti y Cía en 1922, disponible en la Biblioteca Nacional del Perú.

- "Eficacia Jurídica de los Contratos" - Impreso en El Progreso Editorial en 1911, disponible en la Biblioteca Nacional del Perú.

- "Inducciones Acerca de la Civilización Incaica" - Impreso en La Industria en 1909, disponible en la Biblioteca Nacional del Perú.

## Condecoraciones y distinciones

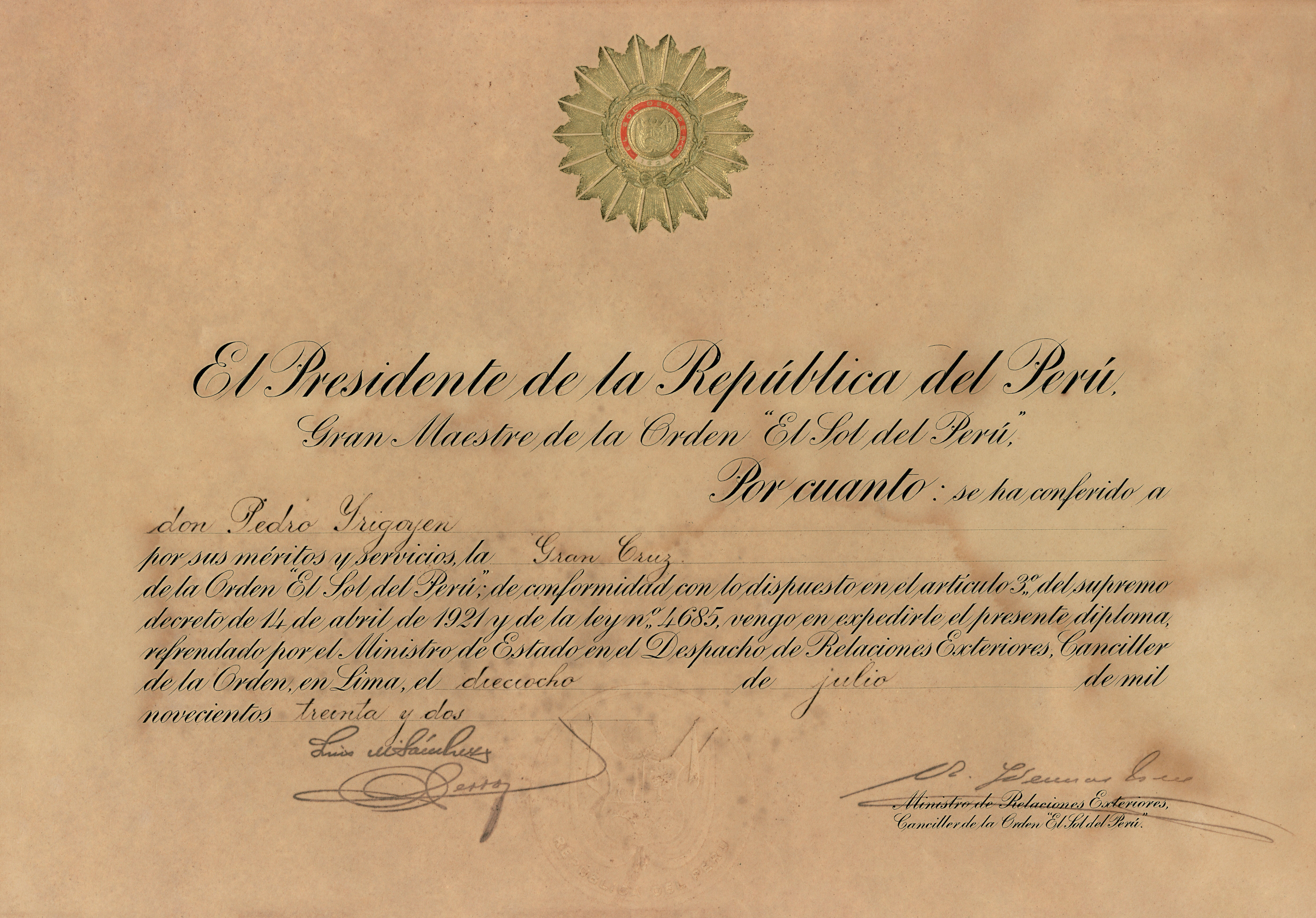

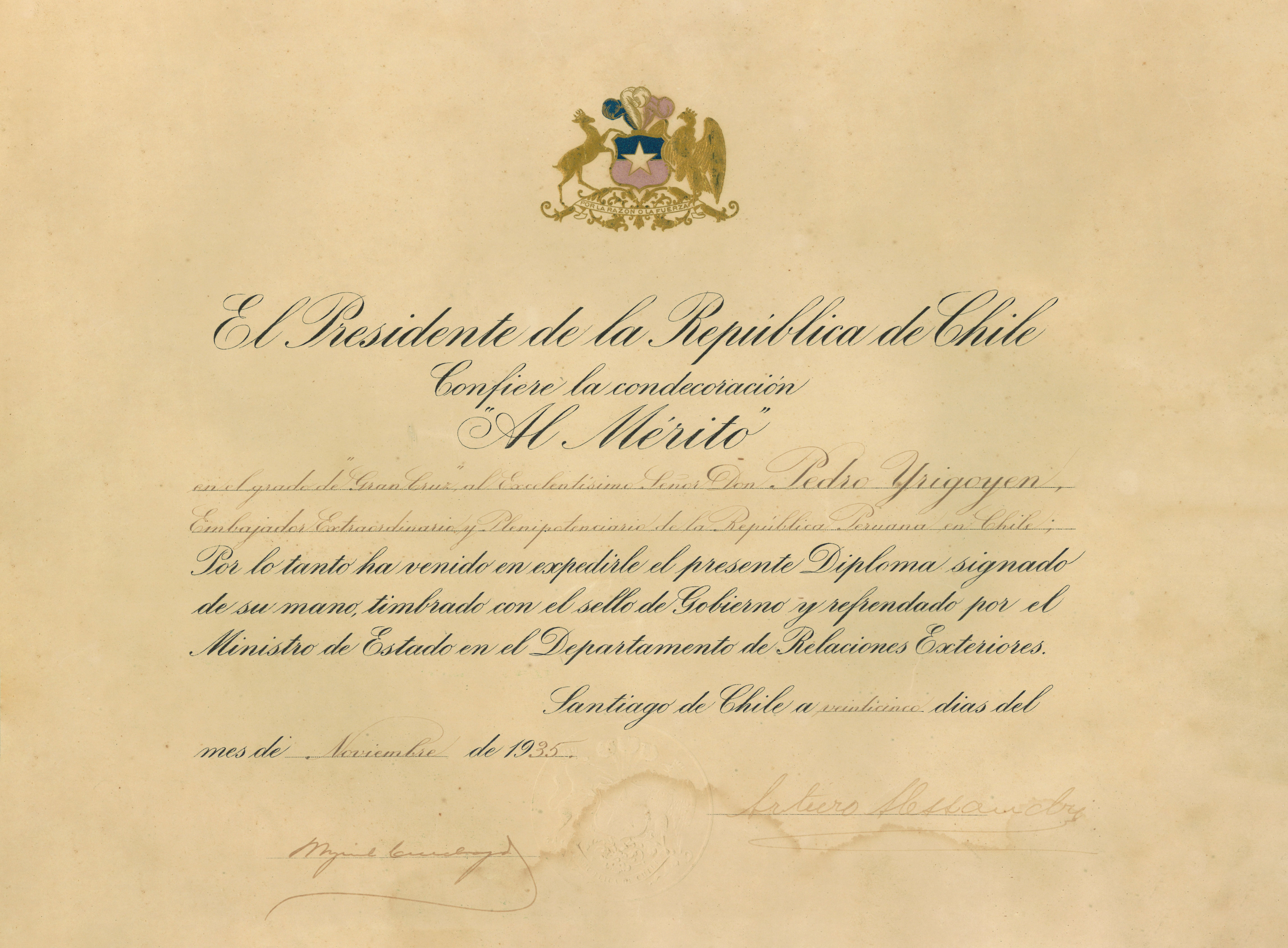

Recibió del Gobierno peruano el 18 de julio de 1932 la condecoración: "Gran Maestre" en la Orden del Sol del Perú, de conformidad con el Artículo 3° del Supremo Decreto de 14 de abril de 1921, y de la Ley N° 4685.
Igualmente, y siendo Embajador en Chile recibió el 25 de noviembre de 1935 del Presidente de ese país, la condecoración Orden Al Mérito en el grado de "Gran Cruz".

## Homenajes póstumos

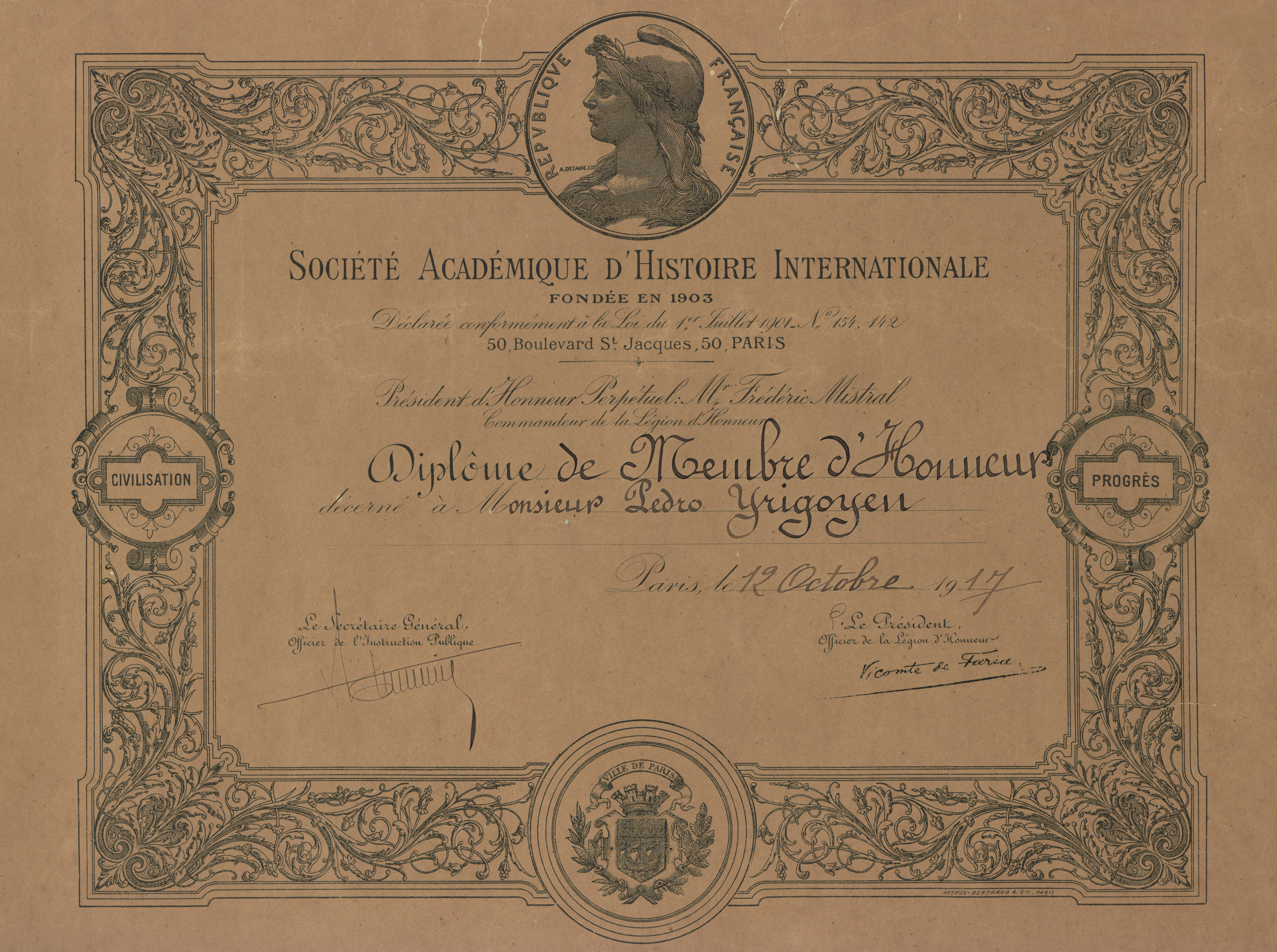

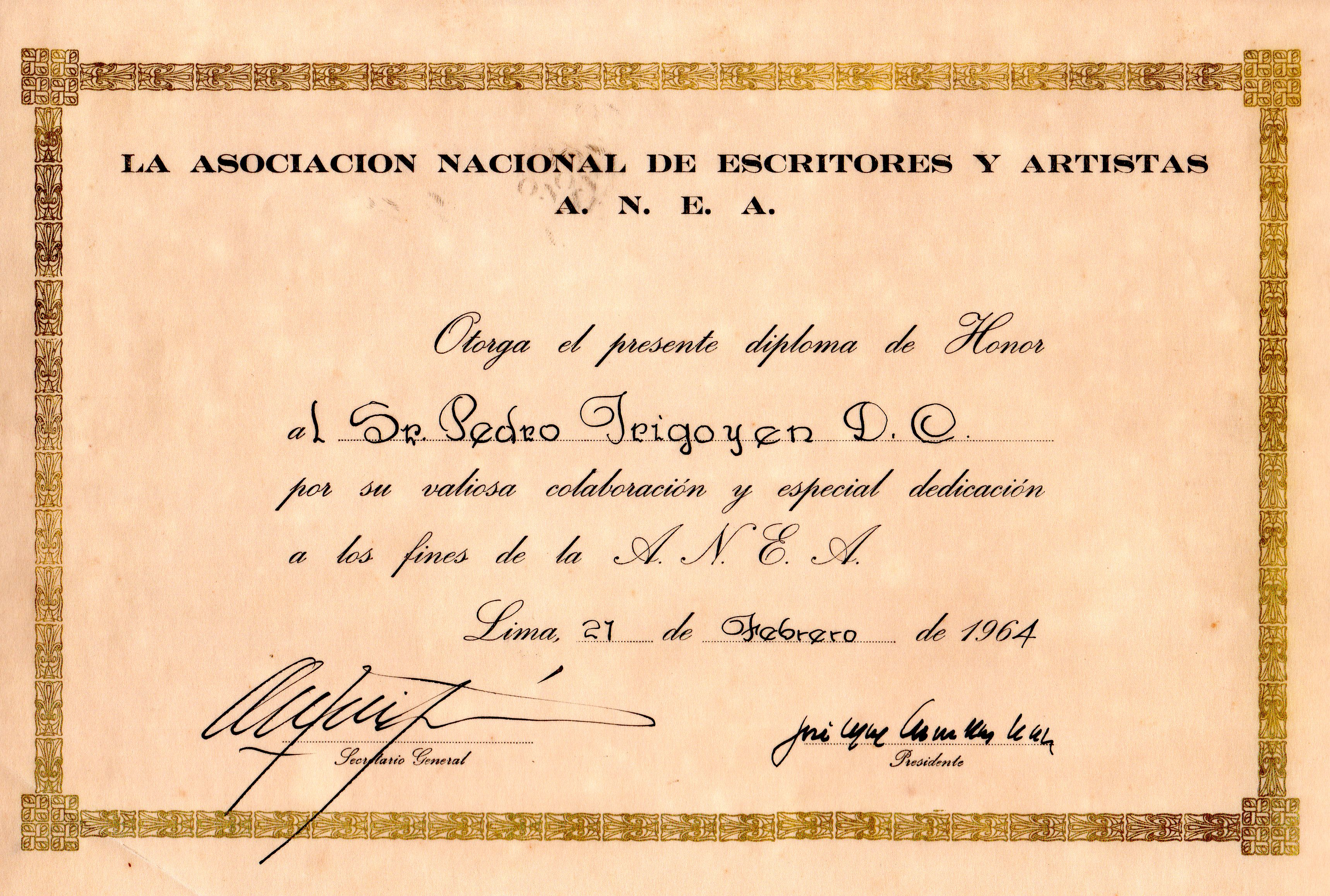
Diploma Honor

Falleció en Lima el 17 de setiembre de  1957. El Senado de la República en su sesión del 20 de septiembre del mismo año rindió póstumo homenaje acordando cursar una comunicación expresando el sentimiento del Senado tanto a los familiares como a la ANEA, acto propiciado por Raúl Porras Barrenechea, quien contó con la adhesión de todos los grupos políticos que conformaban esa Cámara. Hicieron también uso de la palabra solicitando se dejara constancia en el oficio transcriptorio Juan Chávez Molina, Senador por el Departamento de Arequipa, en representación de los miembros del Partido Demócrata Cristiano. Se unió igualmente Víctor E. Vivar a nombre del Movimiento Democrático Peruano. Finalmente, Antonio Astete Abrill hablando a nombre de la célula parlamentaria del Partido Acción Popular, se asoció al sentido homenaje.
Raúl Porras Barrenechea manifestó en su homenaje: “Se ha ido un gran amigo de la cultura y de los periodistas, maestro, escritor, distinguido diplomático sirviendo brillantemente en Chile y España, donde ha dejado huella grata y perdurable, y Pdte. de la ANEA, añadiendo que, desde sus mocedades Pedro Yrigoyen Díez Canseco había sentido la inquietud por las letras, destacándose en la Universidad Nacional Mayor de San Marcos por sus valiosos estudios sobre Sociología Peruana y Derecho, siendo de los primeros en ocuparse del problema indígena y de escribir un ensayo relativo a la civilización incaica cuando no era moda ocuparse del indio ni de las culturas aborígenes de su país. Destacó que la mejor obra sobre: “La Alianza del Perú-Bolivia-Argentina y la declaración de guerra con Chile” se debía a su pluma. En ella –dijo- hay datos preciosos tomados de documentos de primera mano, y es un libro que permite darse cuenta cabal de los acontecimientos que precedieron a la Guerra del Pacífico”.
Igualmente, en su sesión del 18 de setiembre de  1957 la Cámara de Diputados en la persona de Ernesto More, rindió homenaje destacando su brillante labor como diplomático y jefe de varias misiones en otros países, jurista e intelectual. Recalcó que: “fue presidente ejemplar en la ANEA –añadiendo- que en el comando de esta Institución se había desempeñado con generosidad y filantropía”.
El 24 de octubre de 1957 la ANEA - Asociación Nacional de Escritores y Artistas ofrece una actuación en memoria de Pedro Yrigoyen Díez Canseco, Presidente de la Institución recientemente fallecido. El programa fue el siguiente: 1.º: Palabras del Presidente de la Institución, José León Barandiarán, quien develó el retrato instalado en la sala de Actuaciones; 2.º: Discurso de Luis Alayza y Paz Soldán; 3.º: Discurso de Alberto Tauro del Pino, Secretario General de la ANEA; 4º: Discurso de Teodoro Nuñez Ureta, en representación de la filial de la ANEA en Arequipa; y 5º: Palabras de Jaime Yrigoyen von der Heyde, en representación de la familia.

## Familia
Se casó el 1 de setiembre de  1917 con Julia von der Heyde y Peña (Lima, 18 de junio de 1893 - Lima, 21 de noviembre de 1958), hija de Carlos von der Heyde y Ugarteche y de Julia Peña y Costas.
Del matrimonio de Pedro Yrigoyen Díez-Canseco y Julia von der Heyde y Peña son sus hijos: Pedro Manuel Yrigoyen von der Heyde (1918-1975); Carlos Yrigoyen von der Heyde (1920-1994), IV Conde de Alastaya y Caballero de la Soberana Orden Militar de Malta; Jaime Yrigoyen von der Heyde (1922-1983) y Josefina Yrigoyen von der Heyde (1925-1999).

## Defunción
Descansan sus restos en el mausoleo de la familia Yrigoyen ubicado en el Presbítero Matías Maestro de (Lima), 4.ª puerta, costado Cuartel Sta. Elena.

## Nota
1. ↑  Pedro Yrigoyen Diez Canseco en GeneaNet

- Datos: Q5882191